# Termessa
Termessa é um gênero de traça pertencente à família Arctiidae.